# Масуда
Масуда (по английската Система на Хепбърн Masuda) е град разположен в префектура Шимане, Япония. Градът има население 51 599 жители (2009 година) и площ 733,16 km2.
Масуда е основан на 1 август 1952 г. На 1 ноември 2004 г. градът поглъща окръг Мино (градовете Мито и Хикими).
В Масуда е разположено летище Ивами.